# Прагматика
Прагматика (від лат. pragmaticus та від гр. pragmatikos, що означає «придатний для дій») є підгрупою лінгвістики і семіотики, яка вивчає, яким чином контекст робить свій внесок у зміст.
Прагматика охоплює теорію розмовного акту, розмовну імплікатуру, розмови у взаємодії й інші підходи до мовної поведінки у філософії, соціології, лінгвістиці та антропології. На відміну від семантики, яка досліджує звичайне або «закодоване» в даній мові значення, прагматика вивчає передачу значення, яке залежить не від структурного і лінгвістичного знання (наприклад, граматики, лексики і т.д.) мовця і слухача, а від контексту висловлювання, будь-яких попередніх знань мовця і слухача про тему розмови, ймовірних намірів мовця та інших факторів. Таким чином, прагматика пояснює, як користувачі мови долають очевидні неоднозначності висловлювань, оскільки значення у реченні спирається на спосіб, місце, час та інші обставини розмови. 
Здатність зрозуміти значення, вкладене у висловлювання співрозмовником, називається прагматичною компетенцією.
Прагматика тексту — специфічне відношення, що фіксує взаємини між суб'єктами текстової діяльності, між письменником і читачем.
Зазвичай у прагматиці тексту враховані комунікативні інтереси реципієнта, зберігаються толерантні засади мовних взаємин. Автор здебільшого дбає, щоб його твір був доступним, зрозумілим, зв'язним, надає читачеві можливість реалізувати несуперечливу референцію, часто застосовує прийом всевідання, бере на себе функції вихователя та пророка. Натомість у постмодернізмі адресат набуває повної свободи, можливості бути партнером письменника, який пропонує складну гру, розставляючи у своєму тексті пастки, підкидаючи замасковані ключі, натяки тощо, або зовсім нехтує аудиторією. Такі прийоми сприймаються як «знущання» над читачем, хоча теоретики постмодернізму переконують, що сучасний читач здатний отримати задоволення від аналогічної прагматики тексту. Цей прийом спробували й раніше, зокрема він представлений в експериментальній прозі М. Йогансена, Ю. Смолича, В. Домонтовича, Ґ. Шкурупія, Л. Скрипника, Емми Андієвської та ін.

## Неоднозначність
Речення «У вас є зелене світло» є неоднозначним. Без знання контексту, ідентичності мовця, його намірів, важко зробити висновок, визначити сенс з упевненістю. Наприклад:
- Це може означати, що у вас є зелене навколишнє освітлення.
- Це може означати, що у вас є зелене світло під час водіння автомобіля.
- Це може означати, що ви можете піти вперед з проєктом.
- Це може означати, що ваше тіло має зелене свічення.
- Це може означати, що ви володієте лампочкою, яка відтіняє зелений.

Аналогічно , речення «Шерлок побачив людину з біноклем» може означати, що Шерлок спостерігав чоловіка за допомогою бінокля, або це може означати, що Шерлок спостерігав людину, яка тримала у руках бінокль (синтаксична двозначність). Сенс речення залежить від розуміння контексту і наміру того, хто говорить. Як визначено в лінгвістиці, речення є абстрактним об'єктом - рядок слів, відірваних від немовного контексту - на відміну від висловлювання, що є конкретним прикладом мовного акту в певному контексті. Чим ближче свідомі суб'єкти дотримуються загальних слів, ідіом, формулювань, і тим більш легко іншим припустити їх зміст; чим далі вони відхиляються від загальних виразів і більш широких варіацій тлумачень. Це говорить про те, що речення не має внутрішнього сенсу; немає значення пов'язаного з реченням або словом, воно може тільки символічно представляти ідею. Під значенням висловлювання, з іншого боку, мається на увазі засноване на лінгвістичному знанні і знанні нелінгвістичного контексту висловлювання (яке може або, можливо, не достатнє, щоб вирішити двозначність). У математиці з парадоксом Беррі виникла систематична двозначність зі словом «визначний». Двозначність зі словами показує, що описова сила будь-якої людської мови є обмеженою.

## Походження
Прагматика була поглядом на структуралістську лінгвістику, як це викладено Ф. де Сосюром. У багатьох випадках це розширило його ідеї, про те що мова має структру, що піддається аналізу, складену з частин, які можуть бути визначені відносно інших. Прагматика спочатку займалася тільки синхронним дослідженням, на відміну від вивчення історичного розвитку мови. Тим не менш, він відкинув думку, що весь сенс виходить від ознак існуючих виключно в абстрактному просторі мови. Тим часом, історична прагматика також з'явилася на світ.

## Сфери інтересів
До сфери інтересів прагматики належать:
- Вивчення про сенс мовця, при чому прагматика орієнтується не на фонетичні чи граматичні форми висловлювання, а на наміри і переконання оратора.
- Вивчення сенсу в контексті, і вплив, який даний контекст може мати на повідомлення. Це вимагає знання ідентичностей мовця, місця та часу висловлювання.
- Мета-прагматика має намір розуміти контекст, в якому мовна подія мала місце. Без контексту, чисті довідкові значення ігнорують складність будь-якого мовного висловлювання.
- Вивчення імплікативних форм, тобто речей, які повідомляються зокрема, якщо вони явно не виражені.
- Інформаційна структура, вивчення того, як висловлювання відзначені для того, щоб ефективно управляти загальною основою згаданих осіб між мовцем і слухачем.
- Формальна прагматика вивчає ті аспекти значення, для яких контекст використання є важливим фактором. Вивчення цих аспектів відбувається за допомогою методів і цілей формальної семантики.

## Пов'язані поля
Прагматика та соціолінгвістика
Існує значний збіг між прагматикою та соціолінгвістикою , відколи обидва використовують інтерес до мовного значення, як визначається використанням в мовному товаристві. Проте, соціолінгвісти, як правило, більше зацікавлені у варіаціях на мові в таких громадах.
Прагматика та лінгвістична антропологія
Прагматика допомагає антропологам зв'язувати елементи мови з ширшими соціальними явищами; таким чином, вона пронизує області лінгвістичної антропології. Оскільки прагматика описує, як правило, свої сили у грі протягом даного висловлювання, вона містить у собі вивчення влади, роду, раси, ідентичності, та їх взаємодію з окремими мовними актами. Наприклад, дослідження кодового перемикання безпосередньо відноситься до прагматики, оскільки перемикач в коді впливає на зміну прагматичної сили.
Прагматика та семантика
За словами Чарльза У. Моріса, прагматика намагається зрозуміти зв'язок між знаками і їх користувачами, у той час як семантика прагне зосереджуватися на реальних предметах чи ідеях, на які посилається слово, і синтаксис (або "синтактика") розглядає відносини між знаками або символами. Семантика - буквальне значенням ідеї, тоді як прагматика має на увазі значення даної ідеї.